# Une affaire de ruban rouge
Une affaire de ruban rouge est une nouvelle de Robert van Gulik mettant en scène le juge Ti.
Il s'agit de la troisième aventure du magistrat selon l'ordre chronologique et de la septième selon l'ordre de publication. La nouvelle fait partie du recueil Le Juge Ti à l'œuvre.

## Résumé
Le district de Peng-lai qui voit se dérouler les premières enquêtes du juge Ti abrite un fort militaire dirigé par un commandant de l'armée impériale. Alors que les limites entre juridiction civile et militaire sont clairement tracées, le juge se trouve mêlé à une affaire purement militaire à l'intérieur du fort.
Le magistrat devra jongler entre diplomatie, autorité, et les suppliques de ses lieutenants de sauver leur ami…

## Personnages
Membres du Tribunal
- Ti Jen-tsie, magistrat du district de Peng-lai.
- Ma Jong et Tsiao Tai, les lieutenants du juge.

Personnel militaire
- Fang, commandant du fort.
- Mao, colonel, chef de la police militaire, chargé de l'enquête.
- Meng Kouo-taï et Chi Lang, colonels